# Punta Castelli
Punta Castelli ist eine Landspitze an der Danco-Küste des Grahamlands auf der Antarktischen Halbinsel. Sie ragt südöstlich des Kap Anna auf der Ostseite der Poblete-Halbinsel in die Wilhelmina Bay.
Argentinische Wissenschaftler benannten sie. Der weitere Benennungshintergrund ist nicht überliefert.